# Campegius Gockinga
Campegius Hermanus Gockinga, né le 14 février 1748 à Groningue et mort dans cette ville le 8 janvier 1823, est un homme politique néerlandais, membre de la Régence d'État, l'organe exécutif de la République batave, de 1801 à 1804.

## Biographie
Après des études de droit de 1763 à 1768 à l'université de Groningue, Campegius Gockinga devient avocat à Groningue jusqu'en 1777. Il entre alors à la municipalité de Groningue comme secrétaire de la ville. Après la Révolution batave de 1795, il entre au conseil municipal puis aux États de la province de Groningue jusqu'en janvier 1798.
À peine deux mois après la mise en place de la Régence d'État en 1801, Gockinga est appelé pour remplacer Otto Lewe. Il entre officiellement en fonction le 4 janvier 1802. Il est réputé indépendant et spécialiste des questions financières. De plus en plus opposés au maintien de la présence française sur le sol néerlandais malgré la paix d'Amiens, Besier, Spoors, Gockinga et Bijleveld signent un décret le 29 novembre 1804 interdisant aux troupes bataves d'obéir aux ordres du général Marmont. Ce décret provoque la colère de Napoléon qui obtient le renvoi du gouvernement des quatre signataires le 17 décembre.
Il se retire à Groningue et Rutger Jan Schimmelpenninck, devenu grand pensionnaire de la République batave, le nomme au conseil général du département de Groningue le 19 juillet 1805. Entre 1806 et 1809, il siège à la section des Finances du Conseil d'État du royaume de Hollande. Après l'incorporation de la Hollande à la France, Gockinga devient conseiller général du département de l'Ems-Occidental.
Il est nommé à l'Assemblée des notables des 29 et 30 mars 1814 mais ne se rend pas à la convocation. Du 2 mai 1814 au 21 septembre 1815, il est représentant de Groningue aux États généraux avant d'être nommé à la Seconde Chambre des États généraux par le roi Guillaume Ier. Toujours indépendant, il s'intéresse aux affaires financières.
Son fils, Joseph Gockinga, a également été membre de la Seconde Chambre.